# Малеванский, Владимир Дмитриевич
Владимир Дмитриевич Малеванский (1913, Таганрог, Российская империя — 1999, Москва, СССР) — советский учёный в области предупреждения аварийных газопроявлений при бурении и эксплуатации скважин и ликвидации открытых газовых фонтанов, кандидат технических наук (1963). Им разработаны основные положения конструирования газовых скважин, которые заложены в основу «Единых правил ведения буровых работ в СССР».

## Биография
Родился 26 июня 1913 года в Таганроге. В 1916 году переехал в Армавир, где в 1930 году окончил школу (9-летку). С 1930 по 1932 год учился в Балаханском нефтяном техникуме на специальности «бурение». После окончания нефтяного техникума работал до 1937 года в Азербайджанском нефтяном исследовательском институте техником, научным сотрудником (Баку).
- В 1937 году без отрыва от производства окончил Азербайджанский индустриальный институт по специальности «нефтепромысловое дело».
- С 1937 года работал, сначала в конторе бурения «Азбуртреста», затем в «Азнефтеразведке».
- В 1938 году переехал в Москву и до 1945-го работал бурильщиком в конторе треста «Трансбурвод МПС».
- С 1945 по 1956 год работал в тресте «Войвожнефть» Ухтинского комбината.
- С 1956 года — начальник лаборатории бурения газовых скважин, а затем — предупреждения газопроявлений.

Скончался в Москве в 1999 году.

## Награды и звания
- Орден «Знак Почёта»;
- Орден Трудового Красного Знамени;
- «Почётный работник газовой промышленности» (1974);
- «Заслуженный работник нефтяной и газовой промышленности РСФСР» (1982).

## Научные труды и изобретения
Автор около 80 публикаций и 15 изобретений.
- Паули В. А., Малеванский В. Д. Опыт работы бригады АзНИИ по глинистому раствору на промысле Кала // ж. АзНХ, № 3, 1934 г.
- Малеванский В. Д., Горячев. Опыт работы нормальным глинистым раствором. -ж. АзНХ, № 7-8, 1934
- Малеванский В. Д.,О борьбе с обвалами при бурении и о новых утяжелителях.-ж. НХ № 12, 1939
- Малеванский В. Д., О каротаже при тяжелых растворах. -ж. Нефтяная промышленность СССР, № 4, 1940
- Машкович К. А., Малеванский В. Д. Об одном методе исправления тампонажа эксплуатационных колонн. -ж. НХ, № 7, 1954 г. и № 7, 1956 г.
- Малеванский В. Д. Испытание — главный резерв сокращения сроков строительства разведочных скважин. -ж. НХ,№ 7, 1956 г.
- Малеванский В. Д. Открытые газовые фонтаны и борьба с ними Владимир Дмитриевич Малеванский Гос. научно-техн. изд-во нефтяной и горно-топливной лит-ры, 1963
- Малеванский В. Д., Шеберстов Е. В.Гидродинамические расчеты режимов глушения фонтанов в нефтяных и газовых скважинах. — М.: Недра, 1990. — 246 с.: ил. — Библиогр.: с.224-245 (33 назв.). — ISBN 5-247-00995-9